# Фуа-Кандаль, Анри де
Анри де Фуа, граф де Кандаль д’Астарак (фр. Henri de Foix, comte de Candale d’Astarac; ? — февраль 1572, Соммьер, Франция) — французский дворянин, участник религиозных войн.

## Биография
Последний из графов Кандалей.
Автор трудов по античной истории, изобретатель т. н. Кандалевой водицы, управлял от имени короля городом Бордо, был также губернатором Гиени. Впоследствии перешёл в кальвинизм и погиб в битве с католиками при осаде Соммьера (1572).

## Семья
Отец: Фредерик де Фуа, граф де Кандаль д’Астарак

Мать: Франсуаза де Ларошфуко

Жена: Мари де Монморанси

От брака с дочерью коннетабля Анна де Монморанси у него остались две дочери, старшая из которых, Маргарита де Фуа-Кандаль, была выдана замуж за любимца Генриха III, герцога д’Эпернона.